# Бар (Приморски Шарант)
Бар (фр. Barde) насеље је и општина у западној Француској у региону Поату-Шарант, у департману Приморски Шарант која припада префектури Жонзак.
По подацима из 2011. године у општини је живело 436 становника, а густина насељености је износила 20,52 становника/km². Општина се простире на површини од 21,25 km². Налази се на средњој надморској висини од 34 метара (максималној 96 m, а минималној 11 m).

## Демографија
| 1962. | 1968. | 1975. | 1982. | 1990. | 1999. | 2011. |
| ----- | ----- | ----- | ----- | ----- | ----- | ----- |
| 362   | 406   | 413   | 372   | 377   | 360   | 436   |

График промене броја становника у току последњих година